# Edward Clark (chef d'orchestre)
Pour les articles homonymes, voir Edward Clark et Clark.
Thomas Edward Clark (Newcastle upon Tyne, 10 mai 1888 – Londres, 30 avril 1962), est un chef d'orchestre anglais et producteur de radio pour la BBC. À travers ses prises de position en menant de nouvelles organisations de la musique et de par la variété de ses contacts avec les compositeurs britanniques et européens, il a eu un impact majeur sur les décisions de la musique classique contemporaine offerte à la disposition du public britannique, pendant plus de trente ans. Il est une figure majeure des Concerts de musique contemporaine de la BBC, entre 1926 et 1939 et il joue un rôle important dans la fondation et les premiers développements de l'Orchestre symphonique de la BBC. Il occupe en outre des postes importants au sein de la Société internationale pour la musique contemporaine (SIMC) dès sa création en 1922 et en est le président de 1947 à 1955.
Il est responsable d'un nombre important de créations mondiales ou britanniques, dont il a dirigé certaines et il s'est associé avec la plupart des compositeurs importants tant européens que britanniques. Parmi ceux-ci figurent notamment Arnold Schoenberg, Anton Webern, Alban Berg, Ferruccio Busoni, Igor Stravinsky, Béla Bartók, Paul Hindemith, William Walton, Arthur Bliss, Arnold Bax, Peter Warlock, John Ireland, Constant Lambert, Arthur Benjamin, Humphrey Searle, Denis ApIvor, Alan Rawsthorne, Benjamin Britten, Michael Tippett, Benjamin Frankel, Roberto Gerhard, Luigi Dallapiccola et Christian Darnton.
Edward Clark est décrit par certains comme méphistophélique. Il était franc, extrêmement érudit et visionnaire. Mais il était aussi un fléau en matière administrative, ayant tendance à froisser avec son approche trop individuelle, ne souffrant aucune ingérence et méfiant vis-à-vis de ceux qui ne partageaient pas sa vision, tout en ne leur communiquant souvent pas sa vision de manière adéquate. En 1936, ces questions ont contribué en grande partie à son départ prématuré de la BBC, ce sanctuaire de la scène musicale contemporaine, qu'il avait aidé à créer. Son intégrité personnelle, en ce qui concerne l'utilisation des fonds publics, s'est également posée plus d'une fois, dans un cas, conduisant à un scandale public et un procès dans lesquels il a poursuivi Benjamin Frankel pour diffamation.
L'ex-épouse de Clark, Dorothy Eckersley, a été emprisonnée en 1945 pour avoir réalisé des émissions anti-britanniques sur une station de radio allemande, pendant la seconde Guerre mondiale ; leur fils, encore adolescent, James Clark, a également été impliqué dans cette affaire. Sa seconde femme était la compositrice Elisabeth Lutyens, avec qui il a eu un autre enfant.

## Biographie

### Formation
Thomas Edward Clark naît à Newcastle upon Tyne le 10 mai 1888. Son père, James Bowness Clark (1863–1934), est un exportateur de charbon et musicien amateur qui soutient les intérêts musicaux de son fils et a été le secrétaire de la Newcastle and Gateshead Choral Union pendant deux décennies. Lui et sa femme Elizabeth, née Thirlaway (1858–1939), ont eu trois enfants.
Edward Clark fait ses études à la Royal Grammar School de Newcastle. Il étudie ensuite à Paris en 1907 et 1908, il y rencontre Claude Debussy, Albert Roussel et Maurice Ravel,. Il  retourne à Newcastle et publie un texte appelé « Document sur un compositeur moderne français : Claude Debussy » où, dès cette époque, il encourage fortement le public britannique « à comprendre cette musique d'aujourd'hui, avant qu'elle ne devienne la musique du jour d'avant-hier ». En 1909, il étudie la direction d'orchestre avec Oskar Fried à Berlin, tandis qu'il est employé comme correspondant à  Berlin, pour The Musical Times.

### Rencontre avec Schoenberg et son entourage
La première rencontre de Clark avec la musique d'Arnold Schoenberg se fait à l'occasion de l'interprétation de son poème symphonique Pelléas et Mélisande, le 31 octobre 1910, lors d'un concert par la Gesellschaft der Musikfreunde de Berlin. Il est profondément touché par cette musique et il est présenté à Schoenberg et Anton Webern après le concert,. Il est devenu le fidèle de Schönberg, notamment avec des gens tels qu'Artur Schnabel, Ferruccio Busoni, Oskar Fried, qui l'ont convaincu de se déplacer de Vienne à Berlin, en raison d'une plus grande chance de contacts. De 1910 à 1912, Clark étudie avec Schönberg à Berlin, il est son seul et unique étudiant britannique. Au début, Clark était son seul élève, mais il est rejoint par Eduard Steuermann et d'autres plus tard. Clark organise pour Schönberg une série de dix conférences publiques au Conservatoire Stern («10 Conférences sur l'esthétique de la musique et les règles de composition »), auquel il assiste. Il aide à réunir des fonds pour Schoenberg et joue un rôle dans la publication des Cinq Pièces pour orchestre dans une édition bon marché, qui s'est vendue rapidement, notamment au chef d'orchestre Henry Wood.
Le 3 septembre 1912, Henry Wood dirige la première mondiale des Cinq pièces pour orchestre lors d'un concert des Proms au Queen's Hall de Londres. Sur suggestion de Wood, Clark invite Schönberg à faire ses débuts britanniques en tant que chef d'orchestre et le 17 janvier 1914, il donne la même œuvre, au même endroit,,,.
Edward Clark assiste à la première des Gurre-Lieder, en janvier 1914 à Leipzig en compagnie notamment de Schoenberg et Webern. Il avait envisagé de s'installer de façon permanente en Allemagne et l'affaire se décide lorsqu'on lui offre un poste professionnel à Stettin,. Au début d'août 1914, il participe au Festival de Bayreuth, c'est alors que la première Guerre mondiale éclate,,. Il est arrêté à Bayreuth, comme un ennemi étranger et placé au camp d'internement de Ruhleben, près de Berlin ; le compositeur Edgar Bainton, son collègue de Newcastle, est également interné, tout comme entre autres, Ernest MacMillan et Arthur Benjamin,. Clark est libéré en mai 1918, par l'intermédiaire des bureaux de la Croix-Rouge.
À son retour à Londres, il est l'assistant du chef d'orchestre Ernest Ansermet et d'Adrian Boult pour la saison des Ballets russes de Diaghilev. Il se lie d'amitié avec ce dernier et avec Igor Stravinsky,. En hiver et au printemps de 1921, il présente deux séries de concerts de musique nouvelle, qui se sont avérés très populaires, mais rapportent peu d'argent. Le 8 avril, au Queen's Hall, il donne la première britannique de la Suite de L'oiseau de feu de Stravinsky et deux premières mondiales de musiques anglaises : The Bard of the Dimbovitza d'Arnold Bax, un cycle de mélodies avec orchestre, avec la mezzo-soprano Ethel Fenton et Storm Music d'Arthur Bliss, musique de scène pour La Tempête de Shakespeare.
Le 20 avril 1921, les Conversations pour quatuor à cordes d'Arthur Bliss est donné en première mondiale aux concerts Clark. Le 6 mai 1921 à l'Aeolian Hall, il présente pour la première fois pour le public britannique, la Symphonie de chambre n° 1, op. 9, de Schönberg. Les interprètes sont Charles Woodhouse (violon), John Barbirolli (violoncelle), Léon Goossens (hautbois), Aubrey Brain et Alfred Brain (cors). La pièce est présentée dans une série de quatre concerts d'œuvres récentes de compositeurs français, allemands et anglais, dont de nombreuses premières britanniques. Le 20 mai 1921, il dirige la première britannique des Nuits dans les jardins d'Espagne de Manuel de Falla, avec le compositeur au piano,.
En 1922, Clark participe à la séance inaugurale de la Société internationale pour la musique contemporaine (SIMC) à Salzbourg, ce qui reste un événement important de l'organisation, pour le reste de sa vie.
En août 1921, il épouse Dorothy (« Dolly ») Stephen. Leur fils James Royston Clark, est né en 1923,,.

### British Broadcasting Corporation
Edward Clark est engagé par la BBC en août 1924, en tant que directeur musical pour la station de Newcastle. Son imagination, sa créativité et ses approches novatrices dans la programmation, sont rapidement remarqués et attirent les éloges de cercles musicaux de Newcastle ; mais ses faiblesses dans la gestion administrative également. En décembre 1924, à Newcastle, Clark dirige la première mondiale de la version orchestrale de La Nuit transfigurée d'Arnold Schönberg. L'Orchestre de Newcastle est dissous à la fin de 1926 et Clark est transféré à Londres en janvier 1927, en tant que planificateur de programme, à la demande de Percy Pitt,,.
Alors que Clark n'est employé à plein temps par la BBC que sept ans, c'est principalement grâce à son influence que la BBC s'établit en tant que mécène international de la nouvelle musique. Au cours de cette période, il dirige une quantité considérable de créations mondiales, lorsqu'il est producteur à la BBC et parfois de manière indépendante.
Le 19 juin 1927, il dirige le Wireless Symphony Orchestra lors de la première britannique du Concerto pour piano et instruments à vent d'Igor Stravinsky, qui fait ses débuts à la radio britannique,. Du 10 au 12 juillet 1927, il dirige trois spectacles entièrement mis en scène de L'Histoire du soldat au Arts Theatre Club, chanté en anglais, la troisième production étant radiodiffusée. Clark avait également dirigé l'œuvre lors de sa première britannique à l'automne de 1926, à Newcastle.
En novembre de la même année, il réussit à obtenir le premier engagement britannique d'Oskar Fried pour diriger un programme Weber, Brahms et Liszt. Clark invite Schönberg à Londres, afin de réaliser la première britannique de l'interprétation de ses Gurre-Lieder, le 27 janvier 1928 et assiste aux répétitions,. Il avait essayé de monter la création l'année précédente, le 14 avril 1927, mais ses plans avaient échoué.
En avril 1929, Edward Clark ainsi que Julian Herbage, du département musique de la BBC, conçoivent un plan pour un orchestre de 114 musiciens, 
spécialement adapté pour la radiodiffusion et qui pourrait être subdivisé en quatre petits groupes. C’était le concept original pour la création de l'Orchestre symphonique de la BBC après l'échec des idées antérieures de Thomas Beecham. Beecham est d'abord pressenti en tant que directeur de l'orchestre, mais il se retire du projet et c'est finalement Adrian Boult qui dirige l'orchestre les vingt années suivantes. Boult ne soutient cependant pas toujours le choix de répertoire de Clark. Il refuse de jouer la musique d'Alexandre Scriabine que Clark programme, en la traitant de « musique maléfique » et émet même une interdiction sur la musique de Scriabine, destiné à radiodiffusion dans les années 1930. Il est vrai aussi qu'il n'avait aucune affinité personnelle avec la musique de la Seconde école de Vienne, décrivant la Suite lyrique d'Alban Berg comme a Kensington drawing room apology (« des excuses dans le salon de Kensington ») pour ce que Berg voulait vraiment dire ; mais l'influence de Clark était telle, qu'il était au moins disposé à participer à l'interprétation de cette musique.
C'est Clark qui suggère à William Walton d'inviter Paul Hindemith en tant que soliste à la création de son Concerto pour Alto en 1929, lorsque le dédicataire Lionel Tertis, s'est désisté. Tertis a également déclaré avoir suggéré Hindemith pour le remplacer, mais Walton confirme que l'idée était de Clark. Walton — qui avait rencontré brièvement l'altiste-compositeur en 1923 — est d'abord un peu réticent à inviter Hindemith, car il sentait qu'il avait trop modelé le concerto après le style de ce dernier, ce qu'il reconnaîtrait rapidement ; mais, grâce à Edward Clark, l'invitation est envoyée et acceptée. La première a lieu le 3 octobre et les deux compositeurs sont devenus des amis pour la vie,.
Clark a joué un rôle encore plus important dans le Belshazzar's Feast de Walton : en tant que géniteur. Le 21 août 1929, il demande à Walton une œuvre adaptée à la radiodiffusion, écrite pour un petit chœur, soliste et un orchestre n'excédant pas quinze interprètes. Plus tard Walton a remercié Clark pour avoir attiré l'attention de Serge Prokofiev sur cette pièce, ce dernier ayant montré un certain intérêt pour l'œuvre.
Son ami John Irland a présenté Alan Bush à Clark, qui est responsable de nombre d'interprétations radiodiffusées d'œuvres de Bush entre 1929 et 1936,.
Le 3 mars 1930, Edward Clark a joué un rôle majeur dans la toute première émission (18 poèmes) du Façade de Walton, au Central Hall de Westminster, avec Edith Sitwell et Constant Lambert (narrateurs), sous la direction de Leslie Heward.
Le 9 janvier 1931, Schoenberg dirige l'Orchestre symphonique de la BBC, dans la première britannique de Erwartung. En mesure d'utiliser le prestige et les contacts qu'il a construit, Clark peut assurer le Festival de Londres et d'Oxford de la SIMC, en juillet 1931.
À plusieurs reprises Clark invite Schoenberg ainsi qu'Anton Webern et Alban Berg en Angleterre pour diriger leurs propres œuvres. Berg était très réticent, insistant sur le fait qu'il n'était pas chef d'orchestre. Néanmoins Clark veille à ce que les œuvres majeures reçoivent des représentations en Angleterre : la Suite lyrique et Concerto de Chambre (21 avril 1933) ; des fragments de Wozzeck (13 mai 1932) et joué en concert (14 mars 1934) ; Der Wein ; les pièces symphoniques de Lulu (20 mars 1935) — la première audition de Berg, qui n'avait jamais entendu cette musique à la radio ; il ne devait pas en entendre parler en direct avant le 11 décembre à Vienne, quinze jours avant sa mort  — et à titre posthume, le Concerto pour violon.
Entre novembre 1932 et janvier 1933, lors d'un séjour à Barcelone, Schoenberg écrit une transcription pour violoncelle et orchestre du Concerto pour clavier en ré du viennois Georg Matthias Monn. Il l'écrit pour Pablo Casals, à qui il propose la création, mais Casals décline l'offre. Le concerto est créé en février 1933, dans une interprétation du BBC Symphony Orchestra sous la direction d'Edward Clark, avec Antoni Sala au violoncelle, ; sans aucune annonce de cette première mondiale, l'émission restant toujours sans documentation. Schönberg était probablement présent pour diriger une autre création mondiale d'une autre œuvre à la radio, avec  l'Orchestre symphonique de la BBC : les Variations, op. 31.
Le 1er mars 1933, seulement quatre semaines après l'élection d'Adolf Hitler en tant que chancelier allemand, Schoenberg démissionne de son poste d'enseignant, face à l'imminence de licenciement, pour faire partie de ce que Hitler a décrit comme « la mainmise juive sur la musique occidentale ». Il s'installe à Paris, le 16 mai, avec l'intention d'y rester, mais il n'avait aucune chance d'obtenir l'édition de ses œuvres par un éditeur français, ou de possibilité de diriger. Il écrit sur une carte postale à Edward Clark plus tard dans le mois, lui demandant d'utiliser ses relations pour obtenir l'interprétation du Concerto pour quatuor à cordes et orchestre et un éditeur britannique pour le publier ainsi que le Concerto pour violoncelle. Il tante aussi de publier chez un éditeur juif britannique, un drame juif, écrit en 1925-1926. Clark aborde un certain nombre de personnes pour soutenir Schoenberg en son nom, mais ne reçoit que des refus. Il organise toutefois deux concerts en novembre, composés du Pierrot lunaire et la Suite, op. 29. Mais le projet ne se fait pas. Schoenberg reçoit une offre de poste d'enseignant à l'académie de musique de Boston, et décide de quitter l'Europe et part pour les États-Unis le 25 octobre 1933,.
Edward Clark se rend à Moscou en janvier 1934. Il y dirige le Concerto pour piano en mi bémol majeur de John Irland. Le 8 février 1935, il assure la création britannique à la radio de Die Dreigroschenoper de Kurt Weill. Il reçoit de cinglantes critiques d'Ernest Newman ainsi que d'autres. La plus féroce critique vient de Weill lui-même, qui la décrit dans le privé, comme « la pire performance imaginable… tout était mal compris complètement ». Mais ses critiques semblent avoir porté sur le concept de la pièce en tant que version germanisée de The Beggar's Opera, plutôt que sur la direction de Clark elle-même, dont Weill ne fait aucune mention,,.
Toujours en 1935 à Londres, il choisit Harriet Cohen pour interpréter de la nouvelle musique soviétique, de Dmitri Chostakovitch, Dimitri Kabalevsky, Leonid Polovinkine et Gueorgui Kh. Mepournov. Il aide également à organiser une série d'émissions de la BBC, dans lequel le compositeur et musicologue allemand émigré, Ernst Hermann Meyer, est engagé pour présenter d'importantes reprises de musique de consort du XVIIe siècle.
Clark est chargé de faire découvrir Béla Bartók en Grande-Bretagne et de présenter ses œuvres aux Proms, tel le Concerto pour piano n° 2 le 7 janvier 1936, sous la direction d'Henry Wood,. Grâce aux efforts de Clark la première mondiale des Variations op. 31 de Schönberg, est donnée à Vienne en 1936, avec l'Orchestre symphonique de la BBC.
Edward Clark peut avoir suggéré le nom d'un jeune compositeur, Benjamin Britten à Alberto Cavalcanti de la GPO Film Unit, pour la musique de film. Cela conduit Britten à écrire la partition pour Night Mail (1936), un documentaire de 24 m. sur le train postal reliant Londres à Glasgow. Clark projetait de donner la première mondiale du Cantique d'amour de Britten, par la BBC en 1936, mais les perceptions sur la moralité personnelle de Britten ont conduit à la mise en suspens du plan, au chagrin de Clark.
Sous la direction d'Edward Clark et Constant Lambert, certains des plus grandes œuvres de Bernard van Dieren sont jouées par la BBC dans les dernières années du compositeur et juste après sa mort en 1936.
Le 19 janvier 1936, Hindemith se rend à Londres, avec l'intention de jouer la création britannique de son concerto pour alto, Der Schwanendreher, le 22 janvier, avec Adrian Boult et l'Orchestre symphonique de la BBC au Queen's Hall. Cependant, juste avant minuit le 20 janvier, meurt le roi George V et le concert est annulé. Cependant, Boult et Clark veulent toujours la participation Hindemith dans la musique diffusée en remplacement. Ils débattent pendant des heures du morceau qui pourrait convenir, mais rien n'est trouvé. Il est alors décidé qu'Hindemith écrive une nouvelle œuvre. Le jour suivant, de onze heures à dix-sept heures, Hindemith est au travail dans un bureau mis à sa disposition par la BBC. Il écrit Trauermusik, en hommage au roi défunt, pour le même effectif : alto et orchestre. Elle est interprétée le soir, dans une rediffusion en direct du studio de la radio de la BBC, sous la direction de Boult et le compositeur en tant que soliste.

### Démission de la BBC

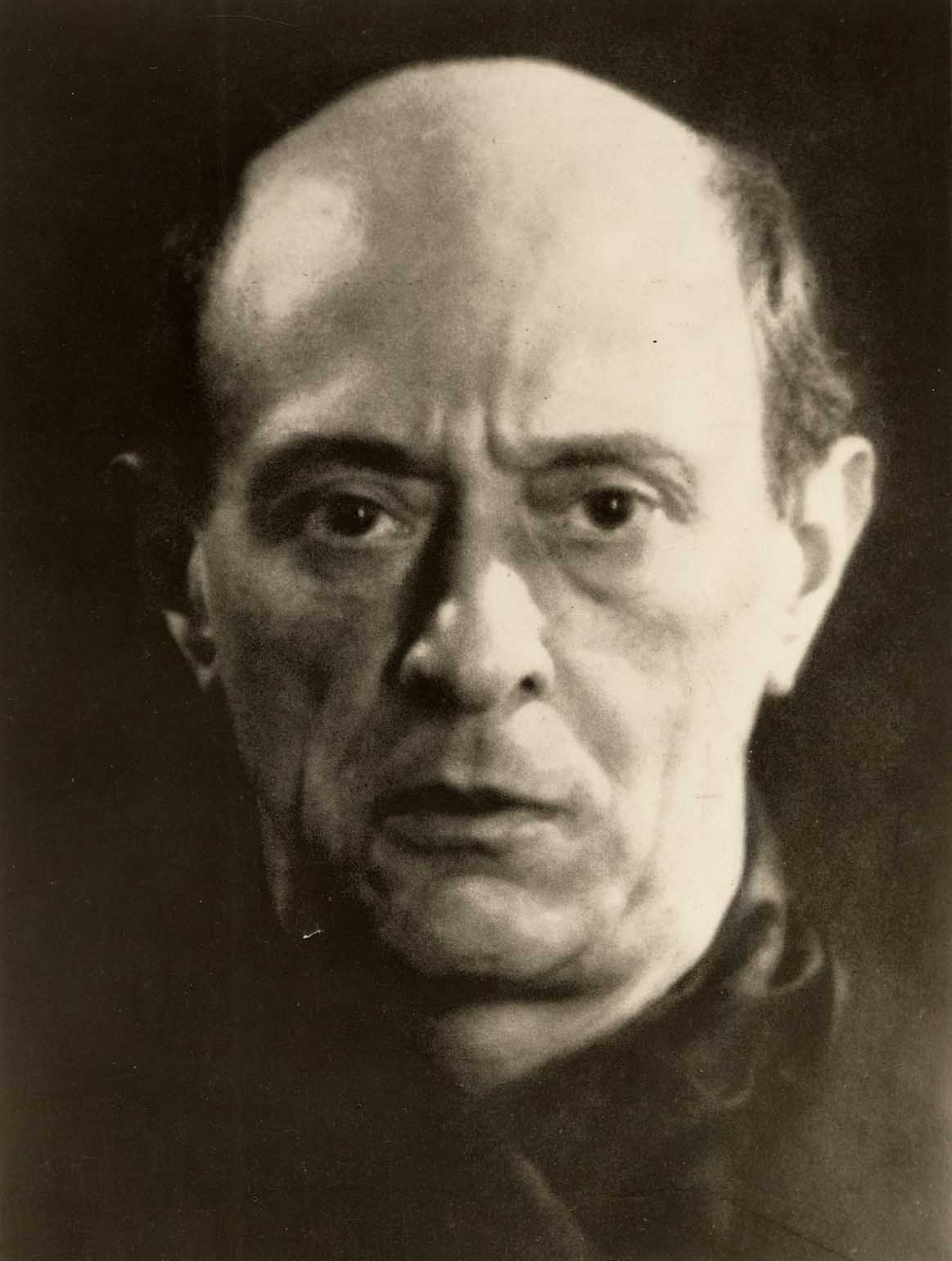
Arnold Schoenberg en 1927, par Man Ray.

EdwardClark, sous un coup de colère, démissionne brusquement de la BBC, le 16 mars 1936. La cause de cette protestation sont les modifications aux programmes des concerts de la future tournée européenne de l'Orchestre symphonique de la BBC, dans laquelle il avait investi beaucoup de temps et de soins. Ces modifications, apportées à son insu, alors qu'il était en congé de maladie, comprennent notamment la suppression des Quatre pièces pour orchestre de Béla Bartók, au programme du concert de Budapest,.
Cependant, cette rupture convenait à beaucoup de gens à la BBC, notamment après de très vives critiques accumulées depuis longtemps, au sujet des mauvaises habitudes de travail de Clark, de son inefficacité, de son manque de ponctualité et son absence lors d'échéances importantes, sur son incompétence en matière administrative et son manque de volonté à communiquer avec ses collègues sur ce qu'il faisait, ses idées sur la planification. Son licenciement avait été envisagé plus d'une fois. Sa direction d'orchestre est également l'objet de critiques, sur le fait qu'il ne pouvait pas établir rapidement un rapport avec ses interprètes, ni donner des instructions claires et non équivoques à ses instrumentistes et qu'il était découragé de cette activité. Son intégrité personnelle, était également venue en débat, en 1928, pendant un congé de maladie, à la suite de graves rhumatismes nécessitant d'avoir son bras en écharpe, mais pendant cette période, il dirige des orchestres tant à Londres et qu'à Prague. Chargé d'un voyage en Europe pour négocier avec le chef Arturo Toscanini, à propos de l'implication de l'Orchestre symphonique de la BBC au futur concert du Festival de Florence, Clark change ses arrangements de voyage à la dernière minute : il reste une semaine supplémentaire, sans avoir terminé la négociation à l'origine de son déplacement. Cela n'a pas amélioré la relation déjà houleuse que Toscanini avait avec la BBC. Adrian Boult soutient Clark sans réserve, disant qu'il avait fait un très bon travail dans des conditions très difficiles ; mais il était trop tard.
Clark ne retravaille plus jamais dans un emploi stable, même s'il est ponctuellement consultant sur certains projets pour la BBC. Il continue à diriger en indépendant quelques années encore.

### Après la BBC
Le départ d'Edward Clark a pour effet de reléguer Schoenberg, Webern, Berg et d'autres compositeurs membres de la Seconde école viennoise, loin du public britannique. Ils ne sont joués qu'après la nomination de William Glock, en 1959. Le répertoire de l'Orchestre symphonique de la BBC est affecté de la même manière, plus axé pendant les vingt-cinq années suivantes sur les œuvres de compositeurs romantiques et post-romantiques, laissant la musique contemporaine se battre pour des audiences limitées. « La tonalité était retournée aux ondes », au soulagement de beaucoup.
Clark cependant s'active avec la SIMC notamment. Le 19 avril 1936, il est au festival de la SIMC de Barcelone, lors de la création mondiale du Concerto pour violon de Berg, joué par Louis Krasner. Il fait en sorte que Krasner vienne en Grande-Bretagne pour la première britannique ; en l'occurrence le 1er mai, une interprétation dans un studio privé, avec l'Orchestre symphonique de la BBC. Anton Webern, qui était allé à Barcelone pour diriger la première, s'est désisté à la dernière minute.
L'influence de Clark ne se limite pas à la Grande-Bretagne et à l'Europe. Le pianiste et compositeur australien Roy Agnew découvre certaines des émissions de Clark, alors qu'il est à Londres dans les années 1920. Il fait partie du réseau de personnes aux vues similaires qui ont fait connaître les nouvelles compositions dans le monde anglophone. Entre 1937 et 1942, Agnew diffuse sa propre émission de radio, « Musique moderne et contemporaine » pour l'Australian Broadcasting Corporation (ABC), sans doute fortement influencé par les programmes de Clark.
Clark produit une version de concert du Doktor Faust (1937) et Arlecchino (1939) de Ferruccio Busoni, de nombreuses années avant la création des mises en scènes britanniques de l'œuvre,.

### Elisabeth Lutyens, compositrice
En 1938, Edward Clark rencontre la compositrice Elisabeth Lutyens. Rapidement, ils deviennent amants, et Elisabeth quitte son mari, Ian Glennie. Elle et Clark ont un enfant (son quatrième) et se marient en 1942. Ils passent les années de guerre à Newcastle, où ils fondent l'Orchestre régional du Nord-Est (North East Regional Orchestra, ou NERO).

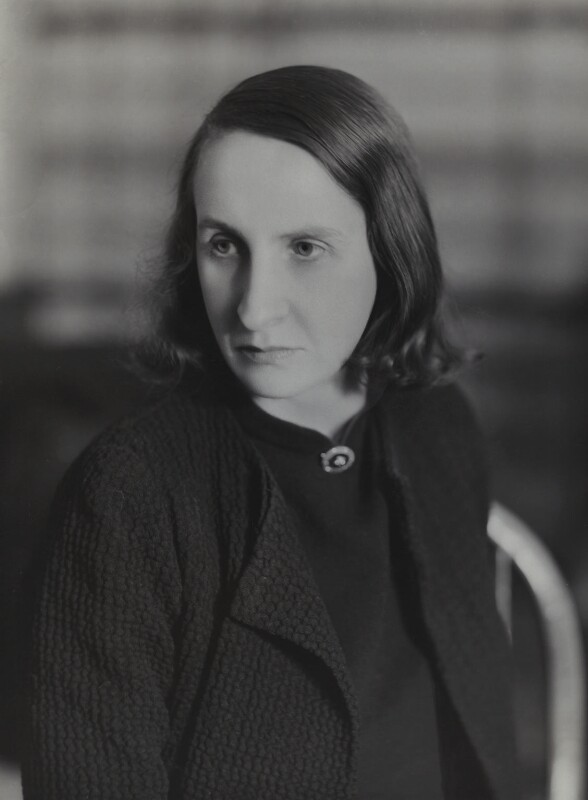
Elisabeth Lutyens en 1939.

Elisabeth Lutyens est très bien reliée à la société musicale et également une amie d'Igor Stravinsky. [réf. nécessaire] L'influence de Clark peut avoir été un facteur décisif dans son adoption des techniques sérielles. C'est certainement le cas de sa première véritable série de la composition : le Concerto de chambre n° 1, est achevé en 1939, l'année suivant la rencontre du couple et l'œuvre lui est dédié.
Comme Clark était à présent la plupart du temps au chômage, cela signifiait que Lutyens était le principal gagne-pain de la famille de six personnes et qu’elle acceptait certaines commandes qu’elle aurait autrement pu refuser. Ceci inclut ses musiques de films, qui de jour en jour, ont reçu la reconnaissance parmi ses plus belles créations. Elle est prête à frotter les planchers pour joindre les deux bouts ; mais Clark ne considérerait que la direction, même si bientôt toutes les offres se tarissaient. Il était essentiellement inactif pour les vingt-trois dernières années de sa vie. Lutyens a dit qu'elle détestait l'écriture de son autobiographie en 1972, A Goldfish Bowl (litt. « un bocal de poisson rouge »), et seulement pour enregistrer les réalisations antérieures de Clarkt.
En 1945, William Walton est en mesure de rendre le travail de Clark pour son Concerto pour Alto créé en 1929. Elisabeth Lutyens approche Walton pour une introduction auprès de Muir Mathieson, en vue d'obtenir du travail pour une musique de film. Il accepte volontiers de faire le lien, mais il est allé plus loin. Il invite Lutyens à écrire une œuvre qu'elle aimerait, et à lui dédicacer. En outre, il paie la somme de 100 livres. L'œuvre écrite était The Pit, pour ténor, basse, chœur de femmes et orchestre. Clark dirige The Pit en 1946, au festival du SIMC à Londres, avec ses Trois préludes symphoniques.

### Après guerre
S'il n'est pas communiste, Clark a toujours été un socialiste convaincu. Il est membre de la Société pour les relations culturelles avec l'URSS (aujourd'hui la Société pour la coopération en Russie et études soviétique, Society for Co-operation in Russian and Soviet Studies). C’est à ce titre qu’en mars 1940, il s’adressa d’abord à Clifford Curzon, qui refusa, puis à Moura Lympany, qui accepta, d’être le soliste de la création au Royaume-Uni du  Concerto pour piano en ré bémol d'Aram Khachaturian. L'œuvre est alors encore en manuscrit et il ne dispose que d'un mois pour l'apprendre. Le concert se déroule au Queen's Hall, le 13 avril 1940 et l'orchestre est dirigé par un ami de Clark et communiste engagé, Alan Bush,.
En 1945 et 1946, il présente trois concerts au Wigmore Hall à Londres, consacrés à la musique de compositeurs britanniques et européens. Il organise le festival du SIMC 1946 à Londres, un an avant d'être élu à l'organisation en tant que troisième président. Il est actif au sein de la SIMC depuis sa création en 1922, en tant que Président de la section britannique. Il est également associé au London Contemporary Music Centre entre 1947 et 1952 — où le compositeur de films Australien Don Banks était son secrétaire et conseiller de la musique à l'Institut d'art contemporain depuis sa création en 1948. Humphrey Searle devient secrétaire général de la SIMC, avec le soutien de Clark.
En 1946, Clark assiste à la création des Lorca songs de Denis ApIvor, lors d'un concert de l'Association pour la promotion de la musique nouvelle. Il est impressionné et inclut ces mélodies en 1947, dans un concert du London Contemporary Music au Wigmore Hall. Plus tard dans l'année, Clark donne la Sonate pour violon, op. 9, jouée par Antonio Brosa et Kyla Greenbaum. C'est grâce à Clark que ApIvor s'est intéressé à la musique sérielle.
Ses compétences administratives ne se sont jamais amélioré. En 1947, Peggy Glanville-Hicks, président de la branche Américaine de la SIMC, est contrainte de lui écrire pour protester contre une lettre restée sans réponse, dans laquelle les Américains avaient demandé que le festival SIMC prévu pour juin 1948 à Amsterdam, se tienne le plus tard possible dans le mois, afin de leur permettre de participer, étant donné leur engagement d'enseignement universitaire existant. Dans le cas, la branche américaine s'est retirée des manifestations, mais Glanville-Hicks y assiste néanmoins.
En 1948, Clark présente une série d'émissions pour le troisième programme de la BBC, intitulée Turning Points in Twentieth-Century Music (« Les étapes décisives de la musique du XXe siècle »), en huit programmes de sa propre création, où il étudie les compositeurs tels Schoenberg, Stravinsky et Bartók.
Le 16 décembre 1951, il prononce le discours de commémoration lors du concert commémoratif Arnold Schoenberg, du London Opera Guild.
En 1953, William Walton utilise ses contacts pour obtenir une pension (Civil List pension) pour la retraite de Clark.
En 1955, Benjamin Frankel succède à Clark en tant que président de la SIMC. Cette année-là, des questions ont été soulevées à propos de certaines dépenses de Clark alors qu'il était président. Clark allègue que Frankel l'avait faussement accusé de fraude. Frankel nie avoir fait une telle déclaration, mais indique néanmoins qu'une telle réclamation, si elle avait été faite, aurait été vraie. Considérant cela comme une calomnie, Clark poursuit Frankel en justice. Dans le cadre de l'argumentation, diverses allégations de complot communiste ont été diffusées. Même si la calomnie alléguée de Frankel n'a pas été prouvée, le jury exonère Clark de tout acte répréhensible et estime intacte son intégrité. Ensuite, Elisabeth Lutyens qualifie toujours Frankel de « compositeur et ex-collègue ».
En 1960 et 1961, Clark utilise son influence pour que soit donné l'opéra Yerma de Denis ApIvor, diffusé par la BBC, après le refus du Sadler's Wells Theatre de monter la production — alors même que l'œuvre avait été commandée par le Sadler's Wells Trust. La direction est assurée par Eugène Goossens.
Edward Clark est mort subitement d'une thrombose coronaire à Londres, le 30 avril 1962, âgé de 73. Stravinsky pleura en apprenant la mort de Clark.

## Vie personnelle

### Dorothy Stephen
Le 10 août 1921, il épouse Frances Dorothy (« Dolly ») Etienne (18 décembre 1893–1971),, qui est liée à la famille Stephen (notamment Leslie Stephen et sa fille, Virginia Woolf). Le fils de Clark et Dolly, James Royston Clark, est né en 1923. Dolly le quitte pendant l'été 1925, emmenant James avec elle.

#### L'affaire Eckersley
Plus tard, Dolly a travaillé en tant que secrétaire pour la BBC et a eu une liaison avec un collègue de Clark, l'ingénieur Peter Eckersley (1892–1963). La relation semble avoir la bénédiction de Clark, puisqu'il avait même organisé une fois qu'Eckersley se rende en Allemagne pour les affaires de la BBC, accompagné de Dolly. Eckersley était marié, mais bien que Dolly et lui ne fassent aucun secret de leur liaison, sa femme, Stella, n'était pas au courant. C'est l'épouse du directeur général de la BBC, John Reith, Muriel Reith, qui lui a annoncé la nouvelle. John Reith, sur ces questions a été strictement puritain — même si sa propre vie était discutable — et il est très réticent à avoir un membre du personnel connu pour avoir une conduite adultère, ou une femme en instance de divorce. Des conférences de haut niveau ont été organisées ; l'Archevêque de Canterbury a même été consulté. Cependant, Eckersley n'a pas été licencié immédiatement, s'étant engagé à mettre fin à la liaison avec Dolly Clark et à retourner avec sa femme. Mais la nature a suivi son cours et Dolly et lui se sont remis ensemble : il a démissionné en avril 1929. L'affaire Eckersley a suscité une enquête publique sur les pratiques du personnel à la BBC
Dolly Clark et Peter Eckersley se sont mariés le 25 octobre 1930

#### Le séjour allemand de Dolly Eckersley
Elle avait toujours été très pro-nazi dans sa politique. Elle était connue comme fortement pro-fasciste allemande et une admiratrice fanatique d'Adolf Hitler. Elle était une amie de William Joyce (« Lord Haw-Haw ») et Unity Mitford et un membre de la ligue fasciste impériale d'Arnold Leese. Peter Eckersley lui-même a tenu des opinions similaires. Après, ils ont rencontré Oswald Mosley, il s'est impliqué dans son New Party, à la présidence de son London Central Committee. Il voyagea constamment à travers l'Europe en quête d'un élargissement international des émissions de radios ; il a affirmé qu'il n'y avait pas de motivations politiques sinistres derrière ses activités, mais qu'il s'agissait simplement de sa tentative de s'enrichir. À partir de novembre 1939, la mise en place de l'émetteur d'Osterloog (sur la côte de la mer du Nord) devient le moyen de William Joyce de diffusion d'émissions de Grande-Bretagne et en Europe. Joyce a été pendu pour trahison en janvier 1946 et Eckersley a été décrit comme « au mieux un compagnon de voyage fasciste stupide et au pire un traître ». Comme pour Dolly qui rejoint la British Union of Fascists de Mosley, mais celui-ci s'est surpassé dans son enthousiasme pour les conceptions fascistes du nazisme. Elle a également rejoint le National Socialist League, fondé par William Joyce, après qu'il a été expulsé par Mosley, trop ouvertement antisémite.
Les Eckersleys prennent leurs vacances en Allemagne, un certain nombre de fois et assistent aux rassemblements de Nuremberg, en 1937 et 1938. En juillet 1939, Dorothy et James, le fils de seize ans d'Edward Clark, participent à Nuremberg à un rallye et au Festival de Salzbourg. En août, elle fait une rencontre fortuite avec William Joyce qui lui obtient un emploi en tant qu'animatrice radio et scénariste. Lorsqu'en septembre, la Grande-Bretagne déclare la guerre, elle n'éprouve pas le besoin de retourner dans son pays, mais décide de rester en Allemagne. James est inscrit dans une école allemande et acquiert « une impression très favorable de l'Allemagne sous le sous régime nazi ». En décembre 1939, elle travaille pour la Reichs-Rundfunk-Gesellschaft (RRG), moyen de propagande de Joseph Goebbels. Elle est d'abord employée en tant que speakrine de langue anglaise  et plus tard, à des tâches de bureau. James, bien qu'âgé de seulement seize ans, s'est engagé en dehors de l'école, pour être également lecteur de news. Il a changé son nom pour Richard, à la sonorité moins juive et plus wagnérienne. Elle y travaille de temps en temps jusqu'en juillet 1942 et continue jusqu'en janvier 1943. Pour d'obscures raisons, ils sont arrêtés par la Gestapo en décembre 1944 et incarcérés jusqu'à la fin de la guerre,. Ils sont libérés par les Britanniques, mais rapidement arrêtés de nouveau. Ils ont tous les deux essayé de Londres en octobre 1945 pour aider l'ennemi par la radiodiffusion. Dorothy est déclaré coupable et condamnée à un an de prison. James, qui n'avait que vingt-deux ans, a plaidé qu'il avait été hypnotisé comme jeune impressionnable par les pièges et les ruses de la propagande nazie ; ce qui fut accepté. Il est sous contrainte (bound over) pendant deux ans.
Dorothy Eckersley meurt en 1971. James Clark fait carrière en tant qu'éditeur et traducteur,. Il décède en 2012.

### Elisabeth Lutyens
En 1938, Edward Clark rencontre la compositrice Elisabeth Lutyens, épouse du baryton Ian Glennie. Clark et elle deviennent rapidement amants et plus tard dans année, elle quitte Glennie, avec les trois enfants de Glennie (son fils et ses jumelles). En 1941, Clark lui donne un quatrième enfant, Conrad, avant de l'épouser le 9 mai 1942.
Leur fils, Conrad Clark est sculpteur, designer et peintre. Il s'est installé en Australie et vit aujourd'hui à Melbourne,.

## Honneurs
En 1951, l'Internationale Gesellschaft für Neue Musik (IGNM) accorde à Edward Clark, la médaille Arnold Schönberg.
Clark est l'un des rares du groupe des membres d'honneur de la SIMC.

## Œuvres dédiées à Edward Clark
- John Ireland, Sonatine pour piano (1926-1927)[92],[93],[94] et numéro cinq de son cycle de Chants sacrés et profanes (1929), The Soldier's Return[95].
- Alan Bush, Dance Ouverture pour orchestre Militaire (1930)[96].
- Józef Koffler, le premier compositeur sériel polonais, dédie ses Variations sur une valse de Johann Strauss, op. 23 pour piano (1935) « À mon ami Edward Clark »[97]
- Anton Webern, orchestration du Ricercare à six voix (1935) de L'Offrande musicale de Jean-Sébastien Bach[98].
- Elisabeth Lutyens, dans sa première composition sérielle, le Concerto de chambre n° 1, achevée en 1939. L'année suivante, elle et Clark sont devenues partenaires et lui dédie l'œuvre[70]
- Humphrey Searle écrit un palindrome musical pour Clark : son Quatuor pour clarinette, basson, violon et alto, op. 12 (1947)[99].
- Constant Lambert, Trois pièces nègres pour les touches blanches, pour piano à 4 mains (1949)[100].
- Après sa mort, Elisabeth Lutyens dédie sa  Musique pour orchestre II (1962), en sa mémoire[101],[102]. Cependant, l'œuvre est esquissée bien avant la mort de Clark et elle a nié que le choral final était en quelque sorte un hommage pour lui. Cependant, elle a reconnu qu'elle avait fait une annotation aux mesures 184 et 185 de la partition, marquant le moment du décès de Clark[103].

## Créations

### Créations mondiales
- Arnold Bax :
  - Le Barde de la Dimbovitza, cycle de mélodies avec orchestre, version originale, le 8 avril 1921, au Queen's Hall, avec la mezzo-soprano Ethel Fenton[24]
- Arthur Bliss :
  - La Tempête, tempête musicale, 8 avril 1921, au Queen's Hall, Harriet Cohen, piano[23],[24],[104]
  - Rout, pour soprano et orchestre, 6 mai 1921, à l'Aeolian Hall[104]
- Arnold Schönberg :
  - Verklärte Nacht, version pour orchestre, décembre 1924, Newcastle upon Tyne[5]
  - Concerto pour violoncelle en ré (transcription du Concerto pour clavier en ré de Georg Matthias Monn), studio de radiodiffusion, 3 (ou 5) février 1933, Antoni Sala, violoncelle ; Orchestre symphonique de la BBC[4],[47].

### Créations britanniques
- Frederick Delius : 
  - première radio diffusion d’In a Summer Garden
  - première radio diffusion de North Country Sketches
  - première radio diffusion de Legende, pour violon et orchestre (1924 ; l'une des quatre interprétations jamais données de cette œuvre, jusqu'en 1983)[105]
- Manuel de Falla :
  - Nuits dans les jardins d'Espagne, le 20 mai 1921, au Queen's Hall, le compositeur au piano[26],[27]
- Arthur Honegger :
  - Pastorale d'été, première radio diffusion britannique, le 11 octobre 1925, pour la station de la BBC de Newcastle
    - Clark avait prévu de diriger la première britannique lors du concert le 20 avril 1921, mais le projet ne s'est pas réalisé. C'est Eugène Goossens qui a créé l'œuvre au Queen's Hall, le 27 octobre 1921[106]

  - Le Chant de Joie (1923), première radio diffusion britannique sur la station de Newcastle, 1er novembre 1926[106]
- Arnold Schönberg :
  - Symphonie de chambre n° 1, op. 9, 6 mai 1921 (ou 16 avril)[107], à l'Aeolian Hall, Charles Woodhouse, violon ; John Barbirolli, violoncelle ; Léon Goossens, hautbois ; Aubrey Brain et Alfred Brain, cors[4]
- Igor Stravinsky :
  - L'oiseau de feu, (suite de 1919), 8 avril 1921, au Queen's Hall[23],[24].
  - L'Histoire du soldat, à l'automne 1926, Newcastle. Clark a également dirigée première radio diffusion, en juillet 1927[34]
  - Concerto pour piano et instruments à vent, 19 juin 1927, le compositeur au piano (dans ses débuts à la radio britannique), Wireless Symphony Orchestra[34],[33]
- Kurt Weill :
  - Die Dreigroschenoper, première radio diffusion britannique, le 8 février 1935[42],[53],[54]
- Ermanno Wolf-Ferrari :
  - Idillio-Concertino, pour hautbois et orchestre, The Proms[108].

## En tant qu'associé à d'autres créations

### Premières mondiales
- Denis ApIvor :
  - Yerma (opéra), deux émissions de la BBC, entre 1960 et 1962, direction Eugène Goossens (l'opéra n'a jamais bénéficié d'une performance sur scène)
- Benjamin Britten : 
  - Ballad of Heroes, op. 14, pour ténor, chœur et orchestre, 5 avril 1939, lors du Festival of Music and the People, au Queen's Hall, Dennis Noble, baryton ; Orchestre symphonique de Londres, dirigé par Constant Lambert[109]
- Arthur Bliss :
  - Conversations pour quatuor à cordes, 20 avril 1921, à l'Aeolian Hall[110]
- Alan Bush : 
  - Concerto pour piano, 5 avril 1939, lors du Festival of Music and the People, au Queen's Hall, le compositeur au piano ; Orchestre symphonique de Londres, dir. Constant Lambert[109]
- Paul Hindemith :
  - Trauermusik, 21 janvier 1936, radio diffusion de la BBC, avec le compositeur (alto), Orchestre symphonique de la BBC, dirigé par Adrian Boult[60]
- Arnold Schönberg : 
  - Cinq pièces pour orchestre, 3 septembre 1912, The Proms, dirigé par Henry Wood[111],[112] (À l'invitation d'Edward Clark, Schoenberg fait ses débuts de direction en Angleterre dans le même ouvrage, le 17 janvier 1914).
  - Variations op. 31 :
    - Février 1933, Londres, Orchestre symphonique de la BBC, sous la direction du compositeur ; cette diffusion radiophonique est la première mondiale publique de l'œuvre
    - 1936, Vienne, l'Orchestre symphonique de la BBC ; première mondiale en concert[5],[10],[113].
- William Walton : 
  - Concerto pour alto, 3 octobre 1929, au Queen's Hall, Paul Hindemith, alto, Orchestre symphonique Henry Wood, dirigé par le compositeur[41]. (Clark a suggéré d'engager Hindemith en tant que soliste, lorsque le soliste et dédicataire, Lionel Tertis s'est désisté)
  - Façade, première radio diffusion (18 poèmes), 3 mars 1930, au Central Hall de Westminster, Edith Sitwell et Constant Lambert, narrateurs ; direction Leslie Heward[43]
  - Belshazzar's Feast, 8 octobre 1931, Festival de Leeds, Dennis Noble, baryton ; Orchestre symphonique de Londres, Leeds Festival Chorus, sous la direction de Malcolm Sargent[114] (Belshazzar est le fruit de la demande de Clark à Walton d'une œuvre adaptée à la radiodiffusion, écrite pour un petit chœur, soliste et un orchestre n'excédant pas quinze interprètes)
- Anton Webern : 
  - Première cantate, op. 29, 1946, Festival ISCM de Londres, Emelie Hooke, soprano ; Karl Rankl, chef d'orchestre[74].

### Premières britanniques
- Denis ApIvor :
  - The Hollow Men, 1950, Redvers Llewellyn, baryton ; sous la direction de Constant Lambert, maison de la radio[2]
- Béla Bartók : 
  - Le Mandarin Merveilleux[113]
  - (possible création britannique) Concerto pour piano n° 2, 7 janvier 1936, le compositeur au piano ; sous la direction d'Henry Wood
- Alban Berg :
  - Wozzeck (fragments), 13 mai 1932, studio concert, Orchestre symphonique de la BBC, direction Henry Wood[6]
  - Concerto de chambre, trois mouvements arr. orchestre à cordes, 21 avril 1933, Rudolf Kolisch, violon ; Eduard Steuermann, piano ; studio de concert, sous la direction d'Anton Webern[6]
  - Suite lyrique, trois mouvements arr. orchestre à cordes, 21 avril 1933, studio concert, sous la direction d'Anton Webern[6]
  - Wozzeck, intégrale en version de concert, le 14 mars 1934, au Queen's Hall, sous la direction d'Adrian Boult[2],[113]
  - Lulu, morceaux symphoniques, 20 mars 1935, au Queen's Hall, sous la direction d'Adrian Boult (concert diffusé en Europe par la BBC. Berg a pu l'entendre chez lui, à Vienne. C'était la première fois qu'il  entendait cette musique. Il n'a pu réentendre les morceaux symphoniques que le 11 décembre, une quinzaine de jours avant sa mort)[6]
  - Concerto pour violon, 1er mai 1936, studio de diffusion ; Louis Krasner, violon ; Orchestre symphonique de la BBC, sous la direction d'Anton Webern[66]
- Ferruccio Busoni :
  - Doktor Faust (version de concert), 17 mars 1937, au Queen's Hall, Dennis Noble, Faust ; Jones Parry, Méphistophélès ; sous la direction d'Adrian Boult ; traduction anglaise d'Edward J. Dent
  - Arlecchino (version de concert), 1939[2]
- Aram Khachaturian:
  - Concerto pour piano en ré bémol, le 13 avril 1940, au Queen's Hall, Moura Lympany, piano ; sous la direction d'Alan Bush[27],[73]
- Ernst Krenek: 
  - Durch die Nacht, trois mouvements arr. orchestre à cordes, 21 avril 1933, studio concert, sous la direction d'Anton Webern[6]
- Darius Milhaud : 
  - Concerto pour violon n° 1[42],[113]
- Arnold Schönberg : 
  - Gurre-Lieder, 27 janvier 1928, sous la direction du compositeur[5],[36]
  - Erwartung, le 9 janvier 1931, Orchestre symphonique de la BBC, sous la direction du compositeur[6]
- Igor Stravinsky :
  - Perséphone, 28 novembre 1934, au Queen's Hall, sous la direction du compositeur[2],[115].